# Dawid i Betszeba
Dawid i Betszeba (ang. David and Bathsheba) – amerykański film historyczno-religijny z 1951 w reżyserii Henry’ego Kinga, z Gregorym Peckiem i Susan Hayward w rolach głównych. Został wyprodukowany przez Darryla F. Zanucka.

## Obsada
Opracowano na podstawie materiału źródłowego:
- Gregory Peck – król Dawid
- Susan Hayward – Batszeba
- Kieron Moore – Uriasz Hetyta
- Raymond Massey – Natan
- James Robertson Justice – Abiszaj
- Jayne Meadows – Mikal
- John Sutton – Ira
- Dennis Hoey – Joab
- Walter Talun – Goliat
- Francis X. Bushman – król Saul
- Leo Pessin – młody Dawid
- Paul Newlan – Samuel
- Holmes Herbert – Jesse
- George Zucco – egipski ambasador
- Gwen Verdon – tancerka

## Fabuła
Film opowiada o bohaterskim królu Dawidzie, który zakochuje się w żonie Uriasza, Betszebie, ściągając tym samym na siebie i państwo gniew boży.

## Produkcja
Wytwórnia 20th Century Fox była w posiadaniu praw do książki David autorstwa Duffa Coopera od 1943 roku, jednak ekranizacja została zrealizowana bez oparcia na pierwowzorze literackim. Producent Darryl F. Zanuck był także w posiadaniu praw do spektaklu Bathsheba wystawianego na Broadwayu. Widząc sukces Samsona i Dalili w reżyserii Cecila B. DeMille’a, Zanuck zlecił napisanie scenariusza opartego na życiu króla Dawida Philipowi Dunne. Film jest pozbawiony epickich bitew, często spotykanych w produkcjach biblijnych.

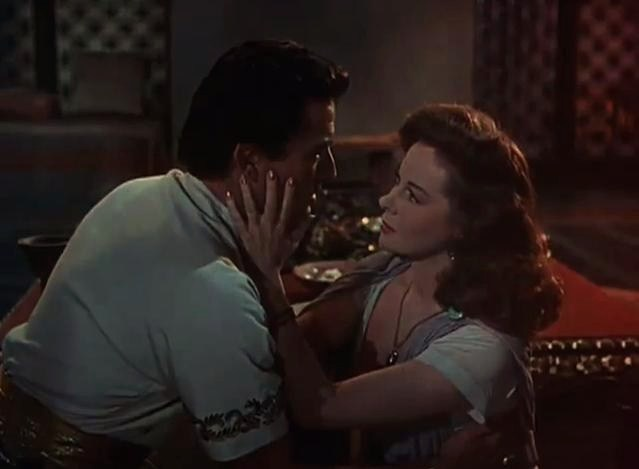
Peck i Hayward w scenie z filmu

Produkcja filmu rozpoczęła się 24 listopada 1950 i trwała do stycznia 1951 (dodatkowe materiały dokręcone zostały w lutym). Prapremiera odbyła się 14 sierpnia w Nowym Jorku oraz 30 sierpnia w Los Angeles, nim obraz trafił do szerszego grona odbiorców we wrześniu 1951. Zdjęcia realizowane były w Nogales w stanie Arizona.
Gregory Peck został wybrany do roli króla Dawida przez Zanucka ze względu na „biblijne rysy twarzy”.

## Recepcja
Szacuje się, że film zarobił na terenie Stanów Zjednoczonych 7 milionów dolarów, co czyni go najpopularniejszym filmem 1951 w amerykańskim box office.
„The New York Times” opisał film jako „nabożny a czasem majestatyczny w leczeniu kronik”. Tygodnik pochwalił jednocześnie scenariusz oraz grę Pecka, przyznając, że była „wiarygodna”.
Obraz Kinga wywołał mieszane uczucia w Singapurze, gdzie miejscowa społeczność uznała, że przedstawia on niepochlebny obraz Dawida, uznawanego za ważnego proroka Islamu, jako „hedonistę podlegającego uwerturze seksualnej”.
Jon Salomon w swej recenzji przyznał, że pierwsza połowa filmu prezentuje powolne tempo. Autor pochlebnie wyraża się o grze Pecka, pisząc, że „jest przekonujący jako niegdysiejszy heroiczny monarcha, który musi stawić czoła złemu elektoratowi i odpokutować za swoje grzechy”.

## Nagrody i nominacje
Film uzyskał pięć nominacje do nagrody Akademii Filmowej:
- Nagroda Akademii Filmowej za najlepszą scenografię: (Lyle Wheeler, George Davis, Thomas Little, Paul S. Fox)
- Oscar za najlepsze zdjęcia: (Leon Shamroy)
- Oscar za najlepsze kostiumy: (Charles LeMaire, Edward Stevenson)
- Oscar za najlepszą muzykę filmową: (Alfred Newman)
- Oscar za najlepszy scenariusz oryginalny: (Philip Dunne)

- Nagroda Bambi dla najlepszego aktora zagranicznego: (Gregory Peck)[7]